# Робертсон, Бритт
Бритт Ро́бертсон (англ. Britt Robertson; род. 18 апреля 1990) — американская актриса, наиболее известная благодаря главным ролям в недолго просуществовавших сериалах The CW «Жизнь непредсказуема» (2010—2011), «Тайный круг» (2011—2012) и «Под куполом» (2013—2014) и участию в кинофильмах «В первый раз» (2012), «Проси меня о чём угодно» (2014), «Дальняя дорога» (2015) и «Земля будущего» (2015).

## Ранние годы
Робертсон родилась в Шарлотт, штат Северная Каролина, но выросла в Гринвилле, Южная Каролина. Она старшая из семи детей в своей семье из трёх братьев и трёх сестер, получивших домашнее образование под присмотром матери. В четырнадцатилетнем возрасте она переехала в Лос-Анджелес, где стала жить со своей бабушкой, параллельно пытаясь найти работу на телевидении. В шестнадцатилетнем возрасте она смогла получить роль дочери героини Хизер Локлир в её пилоте ситкома «Женщины определенного возраста» для ABC, но проект так и не увидел свет.

## Карьера
Первая значимая роль Робертсон была в фильме 2007 года «Влюбиться в невесту брата», играя дочь-подростка Стива Карелла. В следующем году она снялась в сериале CBS «Город свингеров», который был закрыт после одного сезона. Также Робертсон появилась в «C.S.I.: Место преступления», «Закон и порядок: Специальный корпус» и «Закон и порядок: Преступное намерение». В 2010 году она получила ведущую роль в сериале The CW «Жизнь непредсказуема». Шоу было хорошо принято критиками, но не нашло успеха в рейтингах и было закрыто после двух коротких сезонов. Это привело её к главной роли в другом сериале The CW — «Тайный круг», также закрытом после одного сезона.
В 2012 году Робертсон сыграла главную роль в фильме «В первый раз». Затем она получила одну из основных ролей в сериале CBS «Под куполом». Она покинула сериал в первом эпизоде второго сезона, транслировавшемся в июне 2014 года. Летом 2013 года она также получила ведущую роль в своем первом крупнобюджетном кинофильме — «Земля будущего» режиссёра Брэда Бёрда. Затем она получила ещё одну ведущую роль в фильме «Дальняя дорога», экранизации очередного романа Николаса Спаркса. После она снялась в фильме Брюса Бересфорда «Мистер Чёрч».

## Личная жизнь
В 2011—2018 годах состояла в отношениях с актёром Диланом О’Брайеном, с которым познакомилась во время совместных съёмок в фильме «В первый раз». В июле  2022 года Бриттани объявила, что помолвлена с Полом Флойдом. В 2023 году они поженились.

## Фильмография
| Кино        | Кино                                  | Кино                                 | Кино             | Кино                                                            |
| Год         | Русское название                      | Оригинальное название                | Роль             | Примечание                                                      |
| ----------- | ------------------------------------- | ------------------------------------ | ---------------- | --------------------------------------------------------------- |
| 2003        | Клуб «Призрак»                        | The Ghost Club                       | Кэрри            | Номинация — Премия «Молодой актёр» лучшей молодой актрисе       |
| 2003        | Один из них                           | One of Them                          | Молодая Элизабет | Direct-to-video                                                 |
| 2004        | Последнее лето                        | The Last Summer                      | Бет              |                                                                 |
| 2006        | Не уступить Штейнам                   | Keeping Up with the Steins           | Эшли Грунвальд   |                                                                 |
| 2007        | Фрэнк                                 | Frank                                | Анна Йорк        |                                                                 |
| 2007        | Влюбиться в невесту брата             | Dan in Real Life                     | Кара             |                                                                 |
| 2008        | Изнутри                               | From Within                          | Клэр             |                                                                 |
| 2009        | Проект Элисон Стоунер                 | The Alyson Stoner Project            | DJ B-Rob         |                                                                 |
| 2009        | Мать и дитя                           | Mother and Child                     | Вайлет           |                                                                 |
| 2010        | Вишня                                 | Cherry                               | Бет              |                                                                 |
| 2010        | Смелые игры                           | Triple Dog                           | Чаплин Райт      |                                                                 |
| 2011        | Крик 4                                | Scream 4                             | Марни Купер      |                                                                 |
| 2011        | Семейное дерево                       | The Family Tree                      | Келли Беннет     |                                                                 |
| 2012        | В первый раз                          | The First Time                       | Обри Миллер      |                                                                 |
| 2013        | Белый Кролик                          | White Rabbit                         | Джули            | Boston Film Festival Award за лучшую женскую роль второго плана |
| 2013        | Отец-молодец                          | Delivery Man                         | Кристен          |                                                                 |
| 2014        | Проси меня о чём угодно               | Ask Me Anything                      | Кэти Кэмпенфелт  | Nashville Film Festival Award за лучшую женскую роль            |
| 2014        | Торт                                  | Cake                                 | Бекки            |                                                                 |
| 2015        | Дальняя дорога                        | The Longest Ride                     | София Дэнко      |                                                                 |
| 2015        | Земля будущего                        | Tomorrowland                         | Кейси Ньютон     |                                                                 |
| 2016        | Несносные леди                        | Mother’s Day                         | Кристин          |                                                                 |
| 2016        | Мистер Чёрч                           | Mr. Church                           | Шарли            |                                                                 |
| 2017        | Собачья жизнь                         | A Dog’s Purpose                      | Ханна            |                                                                 |
| 2017        | Космос между нами                     | The Space Between Us                 | Талса            |                                                                 |
| 2020        | Верю в любовь                         | I Still Believe                      | Мелисса Хеннинг  |                                                                 |
| 2020        | Книги крови                           | Books of Blood                       | Дженна           |                                                                 |
| 2022        | Ирония судьбы в Голливуде             | About Fate                           | Кэрри            |                                                                 |
| Телевидение |                                       |                                      |                  |                                                                 |
| Год         | Русское название                      | Оригинальное название                | Роль             | Примечание                                                      |
| 2000        | Шина                                  | Sheena                               | Маленькая Шина   | Эпизод: «Buried Secrets»                                        |
| 2001        | Могучие рейнджеры: Патруль времени    | Power Rangers Time Force             | Тэмми            | Эпизод: «Uniquely Trip»                                         |
| 2004        |                                       | Tangled Up in Blue                   | Тала             | Пилот                                                           |
| 2004        | Растущие штаны: Возвращение Сиверов   | Growing Pains: Return of the Seavers | Мишель Сивер     | Телевизионный фильм                                             |
| 2005-06     | Фредди                                | Freddie                              | Мэнди            | Эпизоды: «Halloween» и «Freddie and the Hot Mom»                |
| 2006        |                                       | Women of a Certain Age               | Дориа            | Пилот                                                           |
| 2006        | Джесси Стоун: Ночной визит            | Jesse Stone: Night Passage           | Мишель Дженест   | Телевизионный фильм                                             |
| 2007        | C.S.I.: Место преступления            | CSI: Crime Scene Investigation       | Эми Макалино     | Эпизод: «Go to Hell»                                            |
| 2008        | Десятый круг                          | The Tenth Circle                     | Трикси Стоун     | Телевизионный фильм                                             |
| 2008        | Город свингеров                       | Swingtown                            | Саманта Сакстон  | Регулярная роль, 13 эпизодов                                    |
| 2008        | Закон и порядок: Специальный корпус   | Law & Order: Special Victims Unit    | Тина Бернарди    | Эпизод: «Babes»                                                 |
| 2009        | Закон и порядок: Преступное намерение | Law & Order: Criminal Intent         | Кэти Девайлдис   | Эпизод: «Family Values»                                         |
| 2009        | Три реки                              | Three Rivers                         | Бренда Старк     | Эпизод: «Good Intentions»                                       |
| 2010-11     | Жизнь непредсказуема                  | Life Unexpected                      | Лакс Кэссиди     | Регулярная роль, 26 эпизодов                                    |
| 2010        | Школа Авалон                          | Avalon High                          | Элли Пеннингтон  | Телевизионный фильм                                             |
| 2011-12     | Тайный круг                           | The Secret Circle                    | Кэсси Блейк      | Главная роль, 22 эпизода                                        |
| 2013-14     | Под куполом                           | Under the Dome                       | Энджи Макалистер | Регулярная роль, 15 эпизодов                                    |
| 2017        | Начальница                            | Girlboss                             | София Аморусо    | Главная роль, 13 эпизодов                                       |
| 2018 — 2019 | Для людей                             | For the People                       | Сандра Блэк      | Главная роль                                                    |
| 2020        | И повсюду тлеют пожары                | Little Fires Everywhere              | Рейчел           | Эпизод: «The Uncanny»                                           |
| 2021        | Бескрайнее небо                       | Big Sky                              | Шайенн           | 6 эпизодов                                                      |
| 2022        | Новичок: Федералы                     | The Rookie: Feds                     | Лаура Стенсен    |                                                                 |